# Jon Jon
張家希（1988年10月31日—），藝名Jon Jon Jonathan，出生於香港，香港男YouTuber，非實力派創辦人之一。

## 簡歷
2016年加入STAKK，一個影片創作的網路媒體。由於Jon Jon經常誇張的演出引來不少觀眾關注，火速成為台柱主播。
2017年8月11日STAKK進行大規模裁員，當中包括Jon Jon，並在其社交平台進行直播宣佈。

同年11月11日連同包包、Simon、Kovis等14名前STAKK成員成立新平台Whizoo。 並接受網路媒體廣告狂人採訪講述有關STAKK裁員經過及展望新平台。
WHIZOO源自英文字whizzo，意指優秀、高質素；同時借whistle一字指將一群人聚集，從而帶出製作高質素影片予大家的意思。而頻道內成員又稱WHIZer，吉祥物稱為「呀哨」。2019年9月起，推出名為「WHIZOO擂台」系列的問答比賽，大受網民歡迎；及後由時任成員Jon Jon主持的「大字典」系列將WHIZOO推至頂峰，當時訂閱數達15萬。

### Jon Jon被解僱事件
2021年4月22日，被網民視為台柱的Jon Jon被WHIZOO解僱。Jon Jon同日於Instagram發文自己已被解僱，以「歷史在重演」暗示2017年8月STAKK大裁員事件再現，而Jon Jon無就解僱一事表態，僅以「賞不當功，刑不當罪」作結。而其他幕前成員均在Instagram發佈Story暗示事件，並互相指責；老細Sunny So僅表示WHIZOO會繼續製作高質素影片，未有評論成員間爭執事件。，而被稱阿姐的Wing更早於2月就被辭退。
事件引起網民討論，雖然Jon Jon於4月23日接受蘋果日報採訪時表示，與老闆意見不合為主要被解僱的原因。但不少網民均推測因為Jon Jon與Kovis、偉伯等人不和，繼而被陷害所致，事件引致網民退訂WHIZOO各社交平台專頁及其Youtube頻道，而Will、包包、Happy、Kayan、Der仔、Euphemia更不齒Jon Jon被解僱，紛紛向WHIZOO表示辭職。

### 事件後續
Jon Jon被解僱後，曾於多個網絡媒體客串，包括與亞洲電視子公司亞洲心動娛樂合作，拍攝靈異清談節目「迷信可恥但有用」。
後來，Jon Jon、Will、包包、Happy、Kayan、Der仔、Euphemia於同年9月1日創立新網絡媒體「非實力派 Very Surprise」。

## 主要作品

### 綜藝節目（非實力派）
- 2021年：《答問1派》主持
- 2021年：《派系鬥斟》主持
- 2021年：《非實力派對》參賽者
- 2021年：《Very Surpriseの日》參賽者
- 2021年：《今天今天星閃閃》主持/參賽者
- 2021年：《桌遊會館》參賽者
- 2021年：《欲蒲團》乘客
- 2022年：《估估Good Goods》主持
- 2022年：《大腦莊史》主持
- 2023年：《全民街估》參賽者
- 2024年：《一代中師》主持
- 2024年：《街坊美食指南》主持

### 綜藝節目（Whizoo）
- 2017年：《扮工室小劇場》演員
- 2017年：《WHIZOO大決戰 - 狼人殺系列》參賽者
- 2017年：《WHIZOO大決戰 - 桌遊系列》參賽者
- 2018年：《WHIZOO家長日》
- 2018年：《廚神爭霸戰》參賽者
- 2019年：《叁劇場系列》演員
- 2019年：《無聊案內所》嘉賓
- 2020年：《扮工室生存遊戲》演員
- 2020年：《捉Ker》嘉賓
- 2020年：《Cook From Home 創意料理食驗室》參賽者
- 2020年：《3男2女萬事屋》嘉賓
- 2020年：《WHIZOO擂台 - 大字典系列》主持
- 2020年：《WHIZOO擂台 - 問答系列》參賽者
- 2021年：《樂野悠遊》嘉賓
- 2021年：《阿莊帶路》主持
- 2021年：《桌遊會所》參賽者

### 電影演出
| 年份   | 片名           | 角色 | 備註     |
| 2021年 | ＃PTGF出租女友 | 阿輝 |          |
| 2023年 | 超神經械劫案下 |      | 友情演出 |

### 電視劇演出
| 首播   | 劇名           | 集數   | 角色           |
| ViuTV  |                |        |                |
| 2023年 | Food Buddies   | 單元2  | 推銷員         |
| 2025年 | 哪一天我們會紅 | 第15集 | 大結局友情客串 |

### 電視節目演出（ViuTv）
| 首播   | 節目名     | 集數   | 性質   | 相關人物                       |
| 2017年 | 飯聚現場   | 第四集 | 嘉賓   | 細so、包包、Simon、Kovis       |
| 2021年 | 甜爺爺     | 第十集 | 嘉賓   | 泰山、樊沛珈（Ah Gi）、LLH     |
| 2023年 | 豆釘遊學團 | 第五集 | 嘉賓   | 雷深如、小肥、包包、Will       |
| 2024年 | 周六食花生 | 第一集 | 花生友 | 陳俞希、李禹燊、藍仔頭、陳昭煊 |

### 電視節目演出（亞洲心動娛樂）
| 首播   | 節目名                       | 性質 | 相關人物                   |
| 2021年 | 迷信可恥但有用               | 主持 | 雷深如、夢妮妲、黃承恩     |
| 2021年 | 第一屆符水盃靈異常識問答比賽 | 主持 | 麥沛東、KB、七仙羽、王嘉盈 |

### 其他節目演出
| 首播              | 節目名                                    | 頻道                      | 集數                                                                      | 性質                       | 相關人物                                                         |              |
| 2017年11月13日    | 前STAKKers                                | Still. ink                | 共三集                                                                    | 專訪                       | 包包、Simon、Kovis                                               | *YouTube上的 |
| 2017年12月21日    | 星座這回事：我是天蠍座                    | OFF-GRID倆格              | -                                                                         | 訪談                       | Chucky、阿廖                                                     | *YouTube上的 |
| 2018年1月23日     | ex-STAKKer                                | 廣告狂人 Madman Monologue | 共兩集                                                                    | 專訪                       | 包包、Simon、Kovis、Wing                                         | *YouTube上的 |
| 2018年6月23日     | 香港故事 聲光路上                         | 香港電台                  | 第二集 網播青春                                                           | 專訪                       |                                                                  |              |
| 2018年11月26日    | 打工心計                                  | 微辣 Manner               | 共三集                                                                    | 小劇場                     | 歐陽仲豪                                                         | *YouTube上的 |
| 2025年5月21日     | 『真人圖書館』：網絡主播の深度探索行      | Career Sparkle            | 第七部                                                                    | 專訪                       |                                                                  | *YouTube上的 |
| 2021年4月23日     | 與蘋果日報的最初與最後                    | 蘋果動新聞                | -                                                                         | 專訪                       |                                                                  |              |
| 2021年6月20日     | 冤枉新秀訓練營                            | 冤枉娛樂                  | 第三集                                                                    | 嘉賓                       | 包包、Kovis、李靖筠、許靖韻                                      | *YouTube上的 |
| 2021年6月22日     | 女神練習生：一日店長                      | 邦民日本財務              | 第四集                                                                    | 主持                       | 梁祖堯、林二汶、Dear Jane、洪嘉豪                                | *YouTube上的 |
| 2021年6月30日     | 異能殺                                    | 夠薑蔥                    | 第一集                                                                    | 主持                       | ERN9                                                             | *YouTube上的 |
| 2021年7月23日     | 18區問答比賽                              | 一同 One Tone             | 第四集                                                                    | 嘉賓                       | 軒軒                                                             | *YouTube上的 |
| 2021年9月13日     | 冤枉新秀訓練營                            | 冤枉娛樂                  | 第十八集 終極淘汰賽                                                       | 主持                       | 李靖筠                                                           | *YouTube上的 |
| 2021年10月15日    | 爆谷髦聞 Poppy moment                     | Now爆谷台                 | 鬼殺咁嘈試膽大會（上集）                                                  | 綜藝                       | 包包                                                             | *YouTube上的 |
| 2021年10月26日    | 爆谷髦聞 Poppy moment                     | Now爆谷台                 | 鬼殺咁嘈試膽大會（下集）                                                  | 綜藝                       | 包包                                                             | *YouTube上的 |
| 2021年10月22日    | 我們不都一樣                              | 撒瑪利亞會                | 第二集 社交媒體                                                           | 訪談                       |                                                                  | *YouTube上的 |
| 2021年11月5日     | OP 狼人殺                                 | ONE PROMISE               | 雙狼王局                                                                  | 遊戲嘉賓                   | 樊沛珈（Ah Gi）、卓穎思（off）                                   | *YouTube上的 |
| 2021年11月18日    | 冒號開引號：《盡力幽默》                  | 眾新聞                    | 許賢 x Jon Jon                                                            | 主持                       |                                                                  | *YouTube上的 |
| 2021年12月11日    | OP 狼人殺                                 | ONE PROMISE               | 狼王局                                                                    | 遊戲嘉賓                   | 樊沛珈（Ah Gi）、卓穎思（off）                                   | *YouTube上的 |
| 2022年9月1日      | MUSIC MONSTER                             | ChillGOOD TV              | 第三集 9.1學生歌 校園生活大揭秘                                           | 嘉賓主持                   | CY陳宗澤、吳林峰、吳嘉禧                                         | *YouTube上的 |
| 2022年12月23日    | Yahoo搜尋人氣大獎2022                     | 雅虎香港                  | -                                                                         | 直播間場環節、後台訪問主持 | 包包、Will、森美                                                 | *YouTube上的 |
| 2023年6月2日      | TEDxHSUHK 2023                            | TEDxHSUHK                 | -                                                                         | 專訪                       |                                                                  | *YouTube上的 |
| 2023年6月30日     | 絲打圍佬                                  | ChillGOOD TV              | -                                                                         | 訪談嘉賓                   | 蝦頭、連詩雅                                                     | *YouTube上的 |
| 2023年10月28日    | 未來音樂選 TONE MUSIC AWARDS 頒獎典禮2023 | TONE MUSIC TV             | -                                                                         | 紅地毯直播主持             |                                                                  | *YouTube上的 |
| 2024年3月20日     | 方皓玟《Yahoo Lunch K XLive》             | 雅虎香港Yahoo!Tv          | -                                                                         | 主持                       | 方皓玟                                                           |              |
| 2024年3月22日     | 荼毒心靈實驗室                            | 好青年荼毒室              | 第一集                                                                    | 嘉賓                       | 試當真、JFFT                                                     | *YouTube上的 |
| 2024年7月12日     | RubberBand《Yahoo Lunch K XLive》         | 雅虎香港Yahoo!Tv          | -                                                                         | 主持                       | RubberBand                                                       |              |
| 2024年11月1日-3日 | 西九音樂節POPFEST                         | 西九文化區                | -                                                                         | 藝術公園大草坪舞台主持     | 乙女新夢、WHIZZ、Yellow!野佬、逆流、吳林峰、Jason Kui、The Hertz |              |
| 2024年11月13日    | Yahoo Live                                | 雅虎香港Yahoo!Tv          | 《破・地獄》衛詩雅、周家怡、梁雍婷現身 有咩「地獄」要破？                 | 主持                       | 衛詩雅、周家怡、梁雍婷                                           |              |
| 2024年12月12日    | Yahoo Live                                | 雅虎香港Yahoo!Tv          | ROVER出道一年有望爭新人獎 互晒未流出黑圖邊個最爆？                        | 主持                       | ROVER                                                            |              |
| 2025年02月19日    | Yahoo Live                                | 雅虎香港Yahoo!Tv          | 電影《看我今天怎麼說》游學修、鍾雪瑩望帶出自我認同 手語大挑戰仲記得幾多？ | 主持                       | 游學修、鍾雪瑩                                                   |              |
| 2025年04月08日    | Yahoo Live                                | 雅虎香港Yahoo!Tv          | 《三命》演員蘇家樂何啟華徐浩昌現身分享點睇命運 肥腸自爆曾被杜Sir話蠢？    | 主持                       | 蘇家樂、何啟華、徐浩昌                                           |              |
| 2025年04月24日    | Yahoo Live                                | 雅虎香港Yahoo!Tv          | 曾傲棐Arvin首度登場 新人王風光背後點樣面對負評？                          | 主持                       | 曾傲棐                                                           |              |
| 2025年05月14日    | Yahoo Live                                | 雅虎香港Yahoo!Tv          | 袁詠儀自揭與「魔童」相處日常 向「囡囡」黃潔琪Miko傳授湊仔經               | 主持                       | 袁詠儀、Miko                                                     |              |
| 2025年06月05日    | Yahoo Live                                | 雅虎香港Yahoo!Tv          | 謝安琪親解「變臉傳聞」 出道20年最想對自己講嘅係？                         | 主持                       | 謝安琪                                                           |              |

### 音樂作品
- 2022年：非實力派 -《魚我所欲也》 *YouTube上的
- 2024年：MISS JANNI -《Question 4 U》 Music Video *YouTube上的
- 2024年：小肥&6號@RubberBand -《大巡遊》 Music Video *YouTube上的

### 電視廣告
- 2021年：邦民Promise - 《全新邦民大使誕生》V.O.
- 2022年：The Club -《The Club幫你實現願望》

## 外部連結
- Jon Jon的Facebook專頁
- Jon Jon的Instagram帳戶
- YouTube上的Jon Jon Jonathan頻道
- Jon Jon在香港影庫上的簡介

Template:非實力派